# Schloss Böhringsweiler
Burg Böhringsweiler war eine Spornburg, Schloss Böhringsweiler ein Jagdschloss in Böhringsweiler, einem Ortsteil der Gemeinde Großerlach im baden-württembergischen Rems-Murr-Kreis, die beide abgegangen sind.

## Lage
Die abgegangene Höhenburg von Böhringsweiler lag einst auf einem bewaldeten Bergsporn, welcher im Norden von der Rot und südlich vom ihr ostwärts im spitzen Winkel von rechts zulaufenden Kuhnbach umflossen wird.
Das gleichnamige spätmittelalterliche Jagdschloss lag etwa 70 Meter südöstlich der Burg in der Talniederung des Kuhnbachs zwischen der Kreisstraße K 1814 und dem heutigen Wohnhaus Böhringsweiler Nr. 3. Das Grundstück ist in Privatbesitz und nicht öffentlich zugänglich.

## Name
Ein ursprünglicher Name der Burg ist nicht überliefert. Später wurde der Name des Weilers auf die Burg übertragen.

## Beschreibung
Von der alten Burgstelle ist heute noch ein tiefer Halsgraben zu sehen, welcher als Waldweg genutzt wird und den Bereich der ehemaligen Burg vom Bergrücken abtrennt. Die Burgstelle ist ein runder, oben abgeflachter Hügel und hat eine Länge von etwa 37 Metern und eine Breite von etwa 24 Metern. Mauerreste sind oberirdisch nicht mehr zu sehen. Geringe Mauerreste fanden sich 1994 noch etwa 60–70 Meter westlich der Kernburg an einem Feldweg zwischen dem Weiler Hals und Böhringsweiler. Karl-Heinz Dähn deutete diese als Teil eines gegliederten Verteidigungssystems.

## Geschichte
Über die Geschichte der alten Burg ist – wie bei den meisten Befestigungen im Rems-Murr-Kreis – nicht viel bekannt. Da der Name des Weilers auf die Burg übertragen wurde, müsste dieser älter sein als die Burg. Allerdings fehlen Urkunden über die Befestigungsanlage. Erstmals erwähnt wurde der Ort als Beringersweiler 1251 in einer Urkunde des Stauferkönigs Konrad IV. Es ist völlig unklar wer die Burg einst erbaute. Böhringsweiler gehörte zunächst den Schenken zu Limpurg-Schüpf. Im 14. Jahrhundert gehörte der Ort zur Herrschaft Weinsberg. 1330 verkaufte Engelhard von Weinsberg den Ort an Kraft von Hohenlohe, was Kaiser Ludwig IV. 1334 auch bestätigte. 1471 fiel Böhringsweiler und seine Burg an Pfalzgraf Friedrich den Siegreichen. 1493 lebten nach einem Lagerbuch und Steuerlisten 11 Menschen in Beringerßweiler. 1504 kam der Weiler zusammen mit Weinsberg an Herzog Ulrich von Württemberg. 1528 wurde Böhringsweiler in einem Lagerbuch als ein alt abgegangen zerbrochen schloß bezeichnet. Die Anzahl der Einwohner war auf vier Personen gefallen.
Nach dem Tode Herzog Ulrichs 1550 folgte ihm sein Sohn Christoph als Herzog nach. Da offenbar keine Notwendigkeit mehr an einer Burg bestand, ließ Christoph von Württemberg die ohnehin ruinierte Anlage ab 1560 komplett abtragen und mit dem gewonnenen Baumaterial unterhalb des Bergsporns ein neues Jagdschloss errichten. Christoph verstarb jedoch vor Vollendung des Schlosses im Jahre 1568. Vollendet wurde der Bau im Jahre 1570. Die vierflügelige Anlage hatte zwei Stockwerke, sechs Zimmer und viele Kammern, einen Fruchtboden, eine Schlossküche und einen Gewölbekeller. Weiterhin verfügte das Schloss über zwei Tore, Ställe und einen Brunnen. Um das Schloss herum entstanden in dieser Zeit ein Küchengarten, Baumgärten, Wiesen, Äcker und ein kleiner See. Noch heute weisen Flurnamen wie Schloßfeld, Schloßwiesen und Pomeranzenrain auf großen Grundbesitz hin. Zum Schloss gehörte auch eine Mühle, welche jetzt noch vorhanden ist. Das Adelsgeschlecht von Württemberg-Neuenstadt, eine Nebenlinie des Hauses Württemberg nutzte in der Folgezeit den Bau als Jagdschloss. Mit Herzog Carl Rudolf starb das Geschlecht 1742 aus. Das Schloss Böhringsweiler wurde zu einem Forsthaus degradiert. Später war das Schloss Verwaltungssitz eines württembergischen Unteramts.

Im Jahre 1826 wurde das Unteramt aufgelöst, und das Schloss verlor damit seine Funktion. Es wurde daher beschlossen, das Schloss als billigen Steinbruch an Privatleute zu veräußern, welche dann auch mit dem Abriss begannen und die Steine abtransportierten. Allerdings gingen die Arbeiten wohl nur schleppend voran, da das Gebäude in der Ur-Karte von 1831 noch eingezeichnet ist. Ferdinand Ludwig Immanuel Dillenius erwähnt das Schloss 1861 in seiner Beschreibung des Oberamts Weinsberg. Zu der Zeit war es eine zweistöckige Ruine mit herausgebrochenen Fenstern. Anfang des 20. Jahrhunderts sollen noch Grundmauern sichtbar gewesen sein.

Wappen der ehemaligen Besitzer
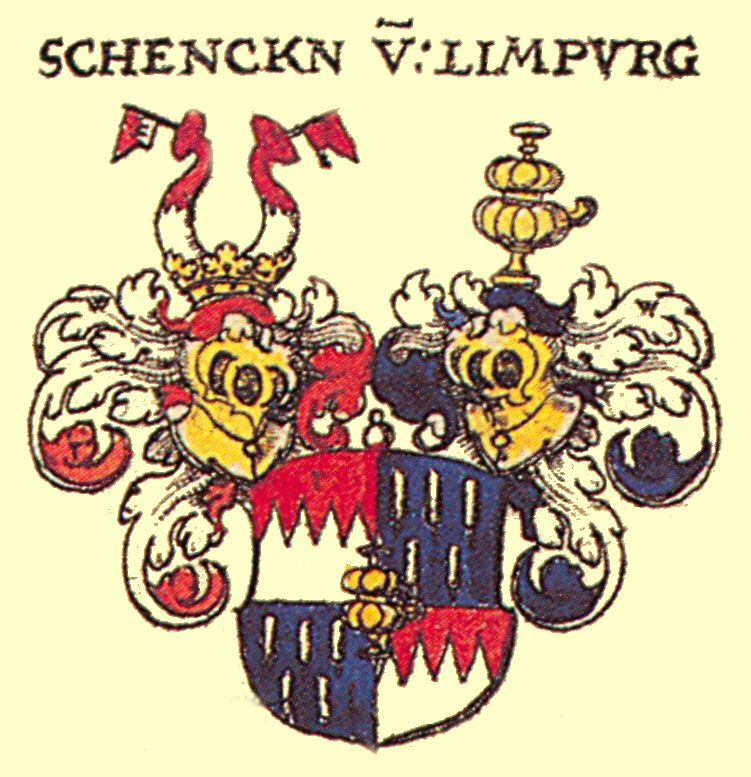
Schenken von Limpurg
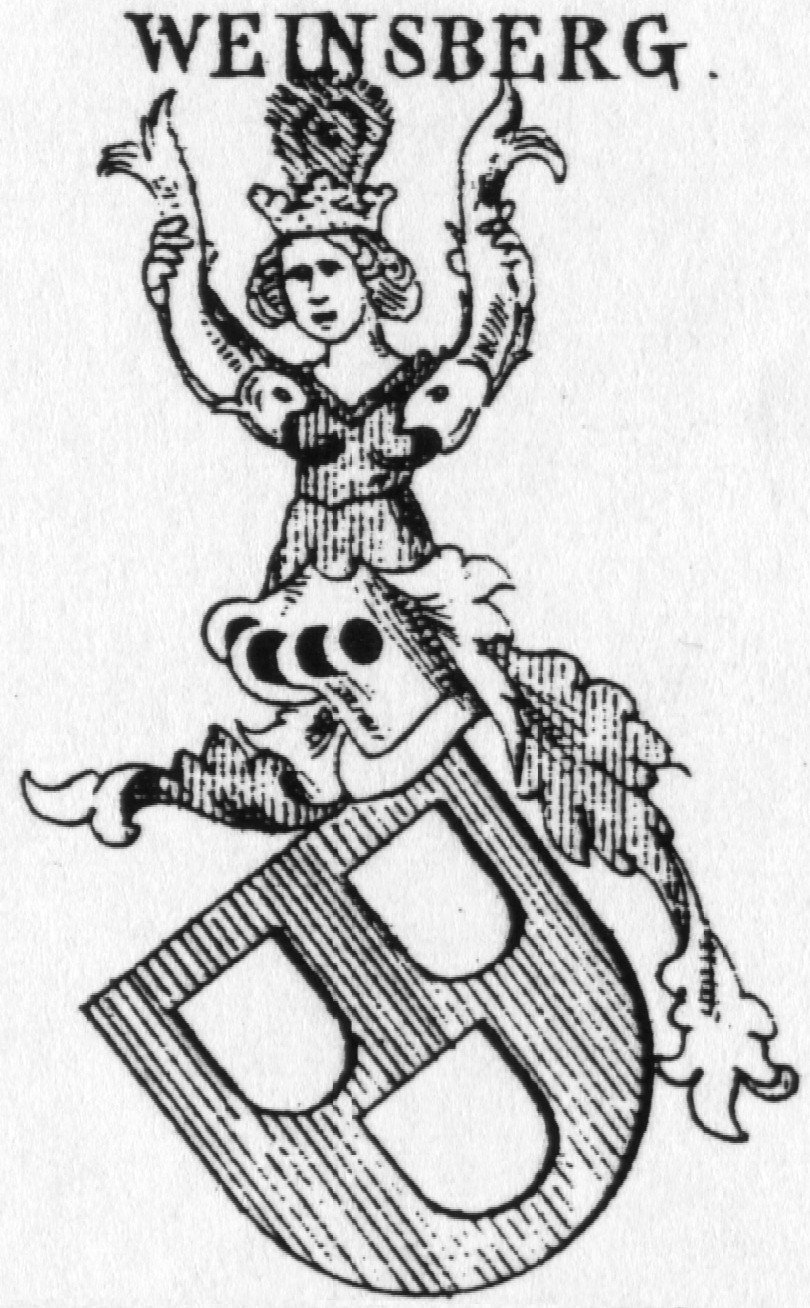
Herren von Weinsberg
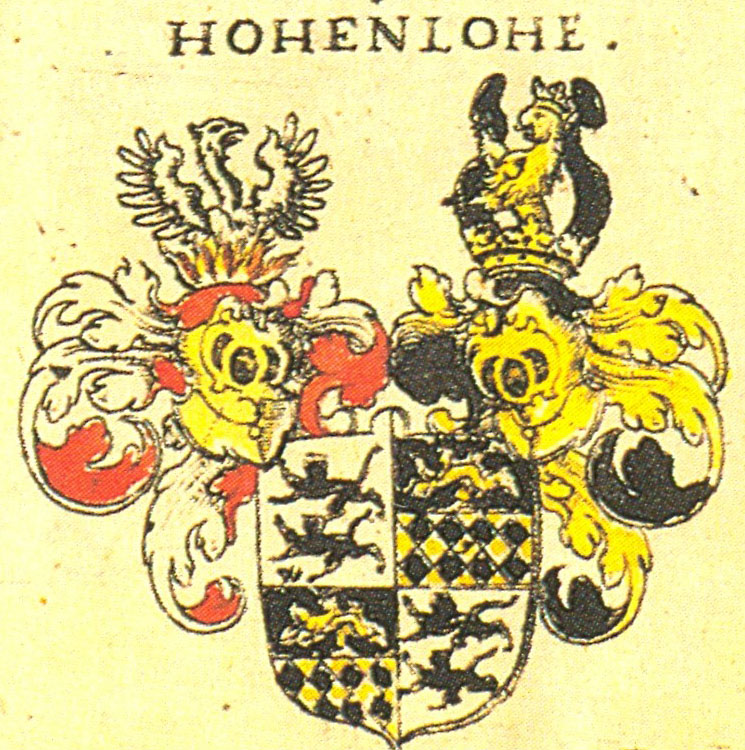
Hohenlohe
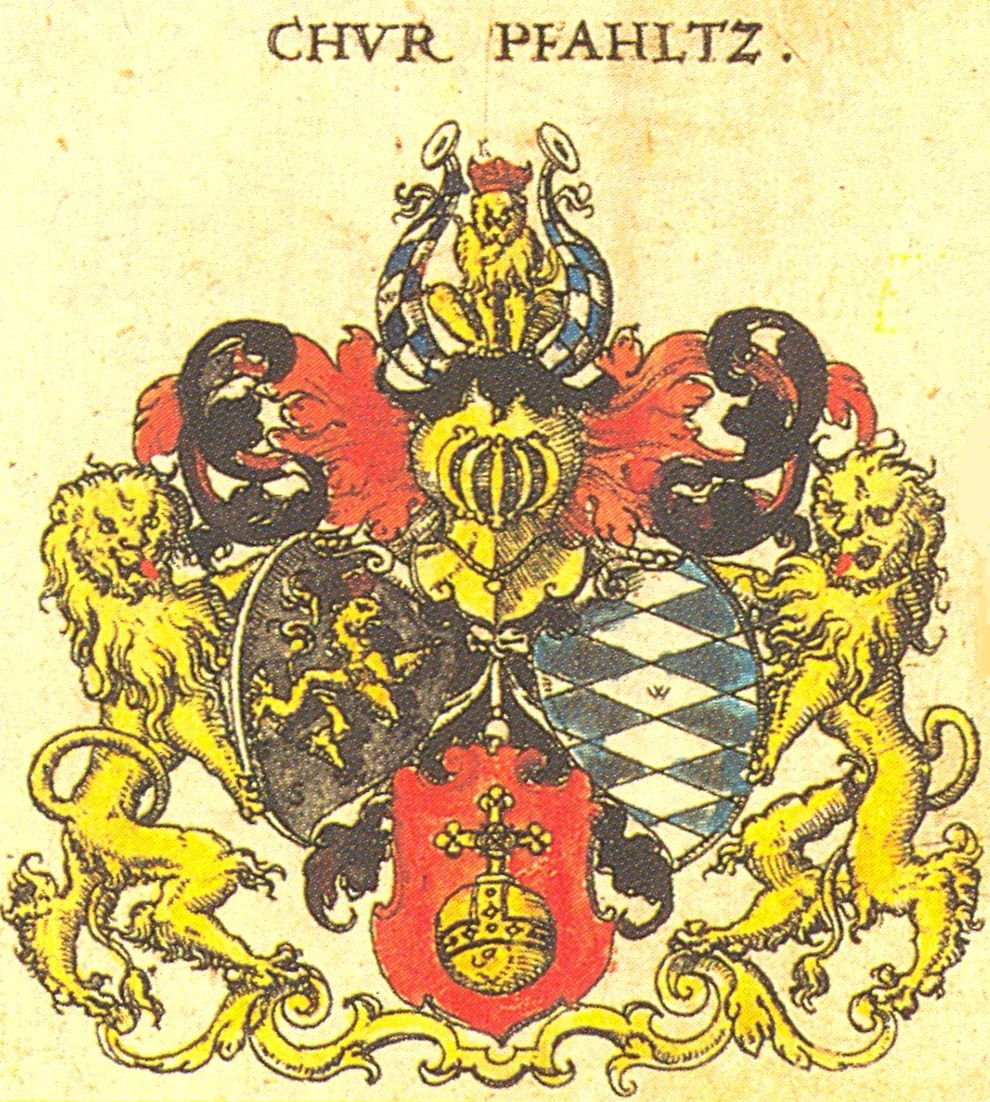
Kurpfalz
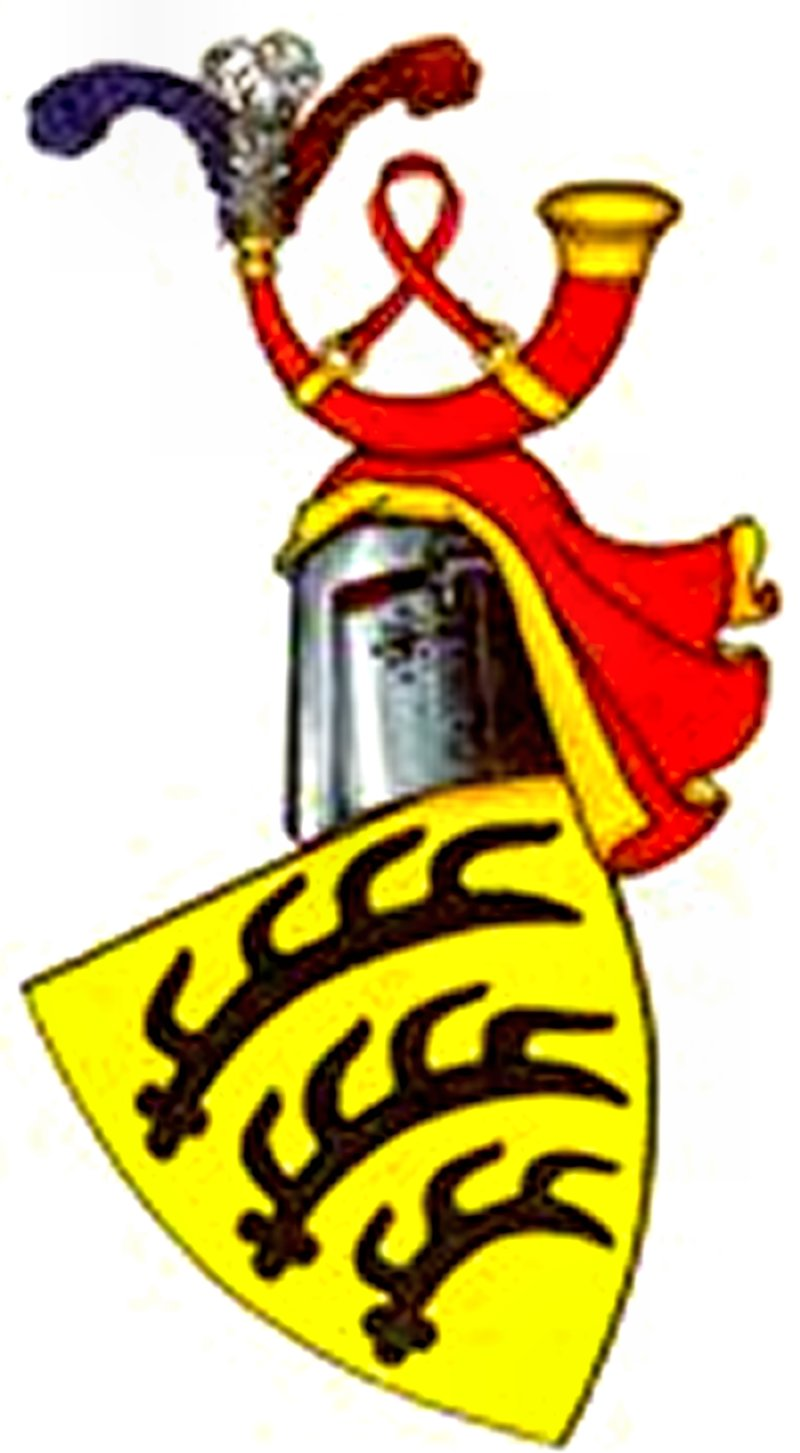
Haus Württemberg